# Championnats du monde de tir 1911
Navigation
Édition précédente Édition suivante
Les championnats du monde de tir 1911, quinzième édition des championnats du monde de tir, ont eu lieu à Rome, en Italie, en 1911.